# 88特别分队
88特别分队（印尼文：Detasemen Khusus 88，英文：Detachment 88）又稱Delta 88或Densus 88，是隸屬於印尼國家警察的特警隊，由美國和澳大利亞訓練與資助。

## 成立背景
成立于2003年6月30日，2002年巴厘岛爆炸案发生后，因考慮到印尼當時還沒有一支部隊接受過反恐訓練，故為了對抗印尼國內的恐怖分子而成立這一支部隊。
88特别分队在與回教祈祷团的對抗中獲得了勝利，成功捕獲大批恐怖分子。

## 已知裝備

### 個人武器

#### 手槍
- 格洛克17

### 衝鋒槍
- HK MP5系列

#### 突擊步槍
- 斯泰爾AUG
- HK416
- M4A1

#### 狙擊步槍
- AR-10衍生型
- 雷明登700

#### 散彈槍
- 雷明登870
- 伊薩卡37

### 個人裝備
- 黑色作戰服
- 戰術頭盔
- 戰術背心
- 各種手榴彈
- 防彈盾
- 夜視儀
- 手銬
- 索帶